# 高島鞆之助

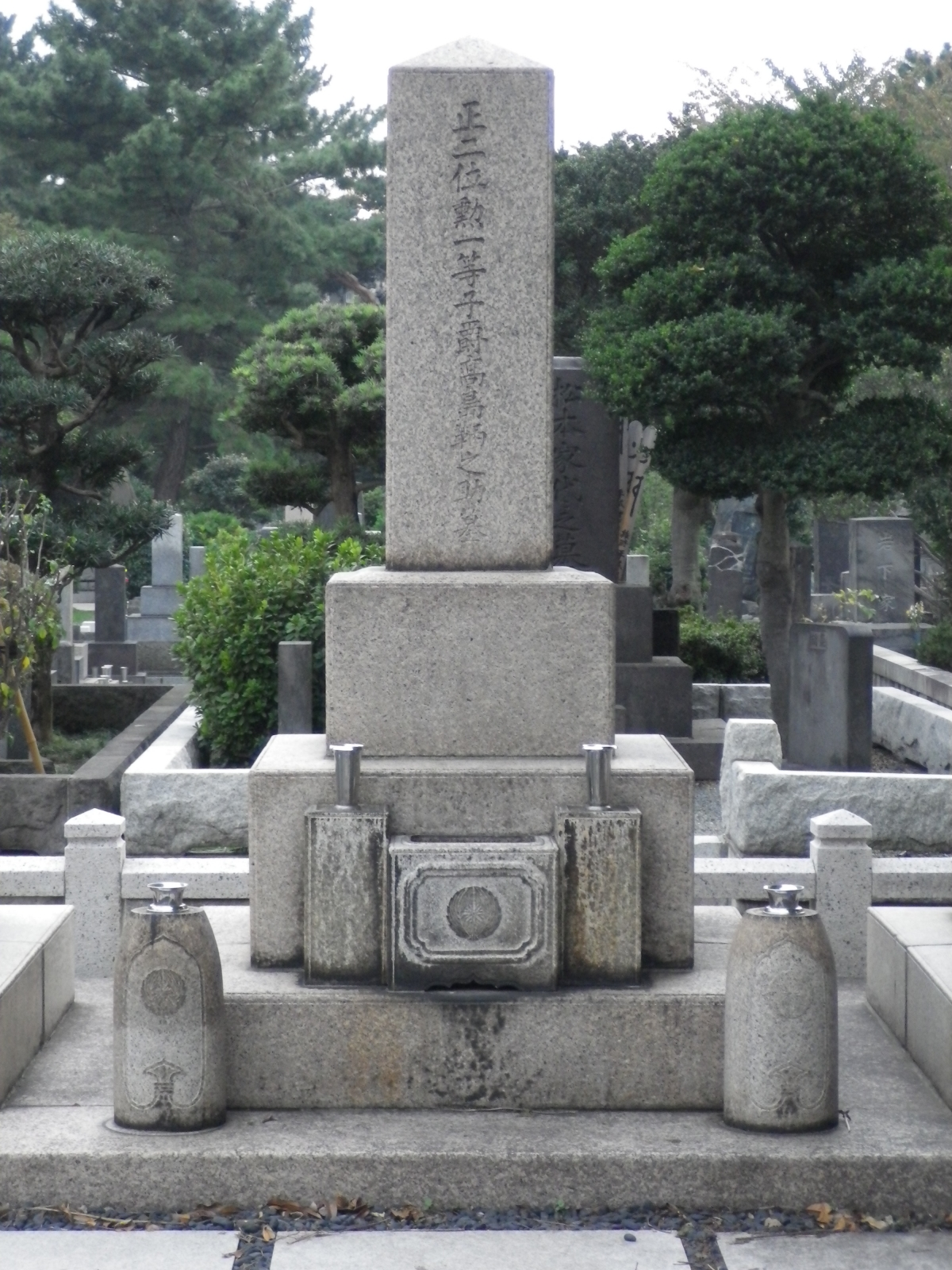
高島鞆之助の墓(青山霊園)

高島 鞆之助（たかしま とものすけ、天保15年11月9日〈1844年12月18日〉- 大正5年〈1916年〉1月11日）は、日本の武士（薩摩藩士）、陸軍軍人、政治家、華族(勲功子爵)。薩摩藩士・高島喜兵衛の四男。諱は昭光。称号は陸軍中将正二位勲一等子爵。陸軍大臣・拓殖務大臣・枢密顧問官等を歴任した。また、現在の追手門学院小学校の前身である、大阪偕行社附属小学校の設立者でもある。当時の自宅は上智大学四谷キャンパスのクルトゥルハイム聖堂として現存する。

## 略歴
- 幕末：薩摩藩の藩校造士館に学ぶ。
- 明治元年（1868年）：戊辰戦争に官軍として従軍する（- 明治2年（1869年）。
- 明治2年（1869年）：御親兵教佐
- 明治4年（1871年）：侍従
- 明治5年（1872年）：侍従番長
- 明治7年（1874年）：陸軍に異動。大佐に任ぜられる。
- 明治8年（1875年）：教導団団長。
- 明治10年（1877年）：西南戦争では別働第1旅団司令長官を務める。陸軍少将。
- 明治12年（1879年）：ドイツ、フランス出張
- 明治13年（1880年）：熊本鎮台司令官
- 明治14年（1881年）：大阪鎮台司令官
- 明治15年（1882年）：西部監軍部長心得。壬午の乱に出兵。
- 明治16年（1883年）：陸軍中将。西部監軍部長。
- 明治17年（1884年）：7月7日、子爵に叙せられる。
- 明治18年（1885年）：大阪鎮台司令官
- 明治21年（1888年）：第4師団師団長。大阪偕行社附属小学校(現在の追手門学院小学校）を創設
- 明治24年（1891年）：第1次松方内閣の陸軍大臣となる。
- 明治25年（1892年）：枢密顧問官となる。
- 明治28年（1895年）：乙末戦争に出征。台湾副総督となる。
- 明治29年（1896年）
  - 4月2日、第2次伊藤内閣の拓殖務大臣に就任。倒閣画策。
  - 9月20日、第2次松方内閣の陸軍大臣に就任（明治30年（1897年）9月2日まで拓務相を兼任）。
- 明治31年（1898年）：予備役
- 明治32年（1899年）：枢密顧問官となる（死去まで）。
- 明治40年（1907年）：4月1日 後備役[1]
- 大正5年（1916年）：1月11日 脳溢血のため薨去[2]

## エピソード
- 上原勇作が野津邸の書生になった頃、高島夫婦も野津邸に同居していた。この頃からの付き合いのため、フランス留学の斡旋など上原に便宜を図ることが多く、上原と姪の槙子との結婚の際はその媒酌人を務めた。逆に球磨子の結婚の際は野津夫婦、上原夫婦が媒酌人を務めた。
- 大正2年、上原が大病のため大阪の病院に長期入院したことがあった。高島がこれを見舞ったが、「正露丸の量を2倍にせよ」などと病院に要求した結果、かえって上原の体調を悪くしてしまった。
- 西郷隆盛の子飼いの部下として寝食を共にしたことで知られ、洋行した際にオットー・フォン・ビスマルク宰相が西郷によく似ていたと評している。
- 西南戦争後も私学校の残党と水面下で抗争を繰り広げた。その一環として学校教育に力を入れるようになり、偕行社付属小学校設立につながっていく。また将来の禍根を絶つため、西郷軍の遺児たちを支援した。特に自身の叔父を惨殺した逸見十郎太の子、辺見勇彦を書生にしている。しかし、勇彦の素行は悪く、上原に押し付ける形で放逐している。当時、上原家は継母一人、書生一人と記載されており、これが勇彦であるが直後に上原家からも放逐されている。
- かなりの下戸であったようであり、樺山資英いわく「高島は生来酒は一滴もやらぬ。」
- 宇都宮太郎によると晩年は借金で困っていたようである。愛人と刀剣収集で散財したと伝えられている。

## 栄典・授章・授賞
位階
- 1886年（明治19年）10月20日 - 従三位[3]
- 1891年（明治24年）6月13日 - 従二位[4]
- 1916年（大正5年）1月11日 - 正二位[5]

爵位
- 1884年（明治17年）7月7日 - 子爵[6]

勲章等
| 受章年                     | 略綬 | 勲章名                   | 備考 |
| -------------------------- | ---- | ------------------------ | ---- |
| 1887年（明治20年）11月2日  |      | 勲一等旭日大綬章         |      |
| 1889年（明治22年）11月25日 |      | 大日本帝国憲法発布記念章 |      |
| 1895年（明治28年）11月18日 |      | 明治二十七八年従軍記章   |      |
| 1912年（大正元年）8月1日   |      | 韓国併合記念章           |      |
| 1915年（大正4年）11月10日  |      | 大礼記念章               |      |
| 1916年（大正5年）1月11日   |      | 旭日桐花大綬章           |      |

外国勲章佩用允許
| 受章年                    | 国籍           | 略綬 | 勲章名                             | 備考 |
| ------------------------- | -------------- | ---- | ---------------------------------- | ---- |
| 1880年（明治13年）5月17日 | フランス共和国 |      | レジオンドヌール勲章コマンドゥール |      |

## 親族
- 父：高島喜兵衛 - 薩摩藩の下級武士（同藩8番目の家格である小姓與）[13]
- 母：貞子（1812–1903） - 堀八郎右衛門の長女。5男2女を儲けた。[13]
- 妻：春子（1854–1904） - 鹿児島藩士・山口喜三右衛門の五女[13]
- 養嗣子（娘婿）：高島友武 - 吉井友実の三男。陸軍中将勲一等子爵、第19師団長。兄に吉井幸蔵。子がなく、甥（幸蔵の三男）の友春（1894年生）を養嗣子に迎える。
- 長女：多嘉（1873–1944） - 高島友武の妻。
- 次女：志満子 - 夭逝。
- 長男：鉄雄 - 夭折。
- 次男：鞆吉 - 夭折。
- 三女：球磨子 - 樺山資英（官僚・貴族院議員）の妻。
- 四女：愛子 - 徳永重康の妻。娘の初子は高島友春（友武の養嗣子）の妻（のち離婚）[14]。友春の兄に吉井勇。
- 五女：末子 - 夭逝。
- 義弟：野津道貫 - 妹・登女子の夫。元帥陸軍大将侯爵。